# Centre gauche
Centre gauche (deutsch „linkes Zentrum“) nannten sich zwei französische Parlamentsfraktionen, die zu Beginn der Dritten Republik (1871 bis 1885) in der verfassunggebenden Nationalversammlung bzw. ab 1876 in der Abgeordnetenkammer und im Senat bestanden. Ihre wichtigsten Vertreter waren Adolphe Thiers, Émile de Marcère und Jules Dufaure.

## Geschichte
Das Centre gauche, das 1871 zu Beginn der Dritten Republik zur Unterstützung von Adolphe Thiers gegründet wurde, war eine Parlamentsfraktion, in der sich die Erben der liberalen und orleanistischen Tradition zusammenfanden, die sich – eher aus Pragmatismus denn aus Überzeugung – der Republik angeschlossen hatten (daher als „Vernunftrepublikaner“ bezeichnet). Sie war zwischen Februar 1871, als Thiers an die Macht kam, und Dezember 1879 aktiv und stellte nicht weniger als die Hälfte der Minister. 1882 schloss sich die Mehrheit der Abgeordneten der Gauche républicaine an und bildete die Union démocratique. Bis 1882, als sie nicht mehr die stärkste Kraft im Senat war, behielt sie einen großen Einfluss auf die politischen Entscheidungen der republikanischen Regierung.
Zu ihren wichtigsten Persönlichkeiten zählen Édouard de Laboulaye, Alfred Deseilligny, Jules Dufaure, Charles de Rémusat, William Henry Waddington, Léon Say, Agénor Bardoux, Émile de Marcère, Auguste Casimir-Perier, Jean Casimir-Perier, Edmond Schérer, Jules Barthélemy-Saint-Hilaire, Georges Picot und Albert Christophle. Die meisten dieser politischen Persönlichkeiten gehörten dem Großbürgertum an, wodurch ein „republikanischer Pakt“ zwischen politischer und wirtschaftlicher Macht entstand, der bei der endgültigen Annahme der Republik eine herausragende Rolle spielte.
Die von Jules Dufaure zusammen mit Alexandre Ribot und Georges Picot gegründete Zeitung Le Parlement (1879–1884) war das halb-offizielle Organ der Gruppe, bevor sie von dem ebenfalls dieser Bewegung nahestehenden Journal des débats übernommen wurde, das damals von Léon Say mit herausgegeben wurde. 
Nach den Wählen 1885 schlossen sich die verbliebenen Abgeordneten des Centre gauche der Fraktion Union des gauches an. Ab 1889 wurde das linke Zentrum durch die Union libérale républicaine geprägt, die 1903 an der Gründung der Fédération républicaine beteiligt war.
Zu den Erben einer gewissen Mitte-links-Tradition zählen auch die gemäßigten Republikaner Alexandre Ribot, Raymond Poincaré und Louis Barthou sowie in seinen politischen Anfängen (1885–1889) Jean Jaurès. Dieser saß damals in der linken Mitte unter den Républicains modérés, die nach dem Phänomen des Sinistrismus diesen Platz im politischen Spektrum einnahmen.